# 同志片

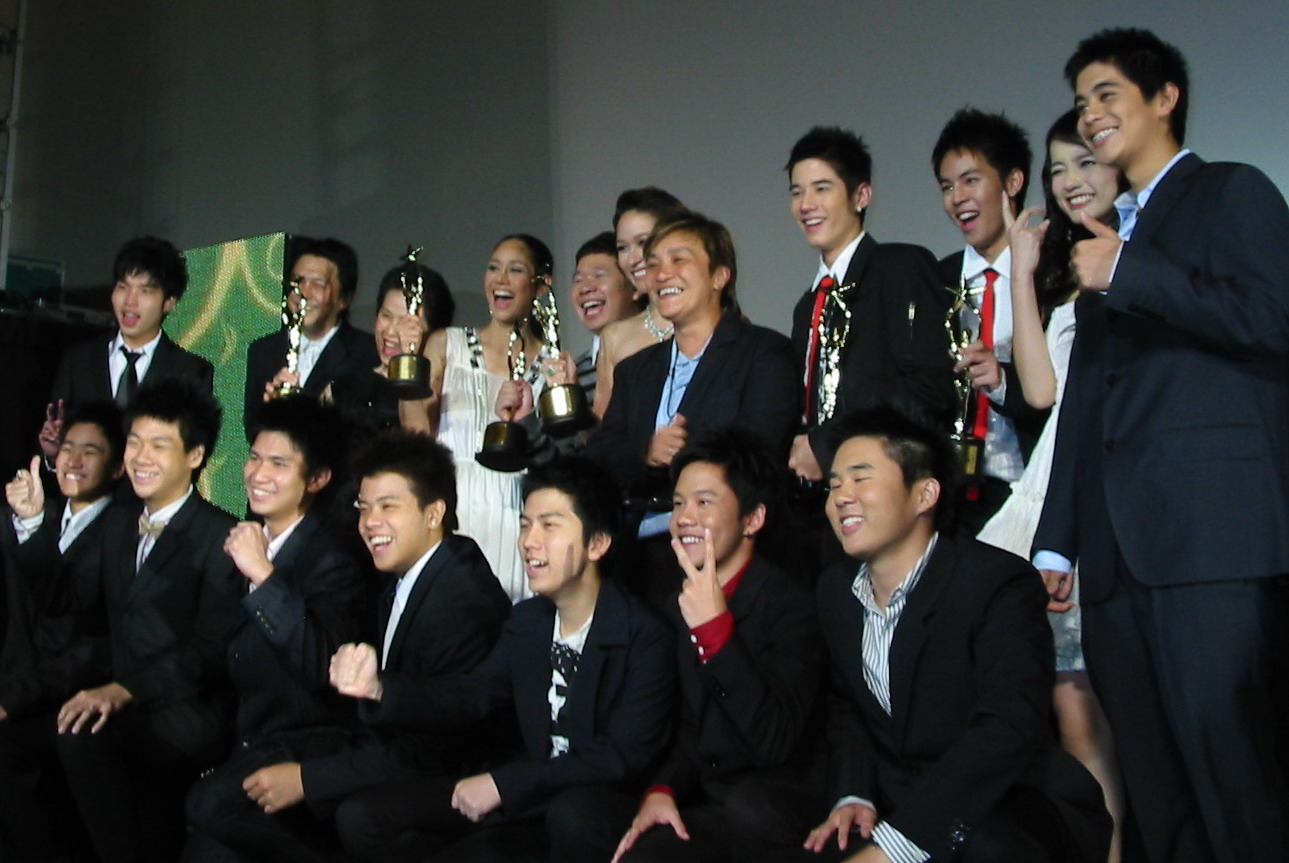
泰国同志电影《暹罗之恋》一众演员在星光颁奖盛典上，摄于2008年4月20日

同志片，也称为同志电影，狭义上指同性恋为主要题材和剧情的电影，广义上指性少数者电影或LGBT电影，即所有女同性戀者（Lesbian）、男同性戀者（Gay）、雙性戀（Bisexual）與跨性別者（Transgender）為主题的电影、剧集类型。
虽然同志电影、同志剧集通常归类于爱情片类型，但也有一些作品分类到其他类型，如喜剧片、情色片、惊悚片等。